# Tebing Abang (Rantau Bayur)
Tebing Abang is een bestuurslaag in het regentschap Banyuasin van de provincie Zuid-Sumatra, Indonesië. Tebing Abang telt 3445 inwoners (volkstelling 2010).